# Schiacciata con l'uva
La schiacciata con l'uva è una focaccia dolce tipica della Toscana, in particolare delle province di Firenze e Prato, ma diffusa anche in alcune aree dell'entroterra della provincia di Grosseto, dove è denominata schiaccia con l'uva.

## Storia
È un dolce di origine povera, che un tempo veniva cucinato al tempo della vendemmia per le sagre contadine e le sue modeste origini sono ben testimoniate dalla semplicità degli ingredienti: pasta da pane, olio d'oliva, zucchero e uva nera.
Per quest'ultima, la tradizione vuole che si usi solo la varietà canaiola, dai chicchi piccoli e con molti semi (era una qualità inferiore, poco adatta alla vinificazione), anche se questa sta lentamente scomparendo dalla viticoltura toscana. In commercio oggi si trova anche una versione senza semi.

## Preparazione
È un dolce di facile realizzazione. Si prende la pasta del pane e si aggiunge un po' d'olio d'oliva, insaporito facendolo scaldare con del rosmarino, quindi si spiana metà della pasta e la si pone in una teglia ricoprendola con i chicchi d'uva nera. Si spolvera con zucchero e si ricopre lo strato d'uva con l'altra metà della pasta spianata, ponendoci sopra altri chicchi d'uva. Si spolvera di nuovo di zucchero e si cuoce in forno ben caldo per 30 minuti.
Si gusta rigorosamente ben raffreddata, per dare modo allo zucchero di barbabietola di fondersi con quello dell'uva e fare assumere alla schiacciata il suo inconfondibile sapore.